# اتحاد البحوث علي النجوم القريبة
اتحاد البحوث علي النجوم القريبة بالإنجليزية The REsearch Consortium On Nearby Stars و (تختصر الي RECONS) هو مجموعة دولية من علماء الفلك تأسست عام 1994 للتحقيق في النجوم الأقرب إلى المجموعة الشمسية - مع التركيز على من هم ضمن 10 فرسخ فلكي (الذي يساوي 32.6 سنة ضوئية)، ولكن اعتبارًا من عام 2012 يمتد الأفق إلى 25 فرسخ فلكي، يأمل المشروع أن يعطي مسح أكثر دقة لنظم النجوم المحلية صورة أفضل لنظم النجوم في المجرة ككل.

## الاكتشافات البارزة
يدعي الكونسورتيوم تأليف سلسلة تسمي The Solar Neighborhood in المجلة الفلكية The Astronomical Journal التي بدأت في عام 1994. هذه السلسلة الآن أرقام ما يقرب من 40 ورقة والتقديمات. الاكتشافات التالية من هذه السلسلة:
- تم اكتشاف النجم GJ 1061 ليكون أقرب 20 نجمة نظام معروف، على مسافة 11.9 سنة ضوئية.[2]

- أول قياس دقيق للمسافة للنجم DENIS 0255-4700. على بعد 16.2 سنة ضوئية، هو أقرب كائن قزم بني معروف من الفئة ال إلى النظام الشمسي.[3]
- اكتشاف 20 نظامًا غير معروف سابقًا للنجوم ضمن 10 مجموعات من النظام الشمسي. هذه بالإضافة إلى 8 أنظمة نجوم جديدة تم الإعلان عنها بين عامي 2000 و2005.[4]

يتم سرد RECONS بشكل واضح كمؤلف على الأوراق المقدمة إلى نشرة الجمعية الفلكية الأمريكية منذ عام 2004.
تتضمن صفحة RECONS على الويب قائمة مرجعية مرارا وتكرارا لأنظمة أقرب 100 نجم من نظامنا الشمسي. يقومون بتحديث هذه القائمة كلما يتم إجراء الاكتشافات. تتوفر قائمة بجميع مظاهر RECONS ، وكذلك جميع الأوراق في سلسلة The Solar Neighborhood وThe RECONS Movie من Adric Riedel والتي توضح البيانات من قاعدة بيانات PECEC RECONS 25

## شؤون الموظفين
تود هنري من جامعة ولاية جورجيا، أتلانتا، الولايات المتحدة الأمريكية، هو مؤسس ومدير مجموعة اتحاد البحوث علي النجوم القريبة. ومن بين علماء الفلك الرئيسيين المشاركين في المشروع وي تشون جاو (من جامعة ولاية جورجيا)، جون سوباسافاج مرصد البحرية الأمريكية (USNO-Flagstaff)، تشارلي فينش مرصد البحرية الأمريكية (USNO-DC)، أدريك ريدل معهد كاليفورنيا للتقنية (كالتك)، سيرجيو ديتيريتش (كارنيجي)، جنيفر وينترز (مركز هارفارد-سميثونيان للفيزياء الفلكية) وفيل لانَا (من جامعة فرجينيا).

## روابط خارجية
- سجل الصفحة الرئيسية